# Сент-Джонсвілл (Нью-Йорк)
Сент-Джонсвілл (англ. St. Johnsville) — місто (англ. town) в США, в окрузі Монтгомері штату Нью-Йорк. Населення — 2598 осіб (2020).

## Демографія
Згідно з переписом 2010 року, у місті мешкала 2631 особа в 1047 домогосподарствах у складі 649 родин. Було 1191 помешкання
Расовий склад населення:
| - 97,7 % — білих - 0,5 % — чорних або афроамериканців - 0,2 % — корінних американців - 0,2 % — азіатів |

До двох чи більше рас належало 1,0 %. Частка іспаномовних становила 1,8 % від усіх жителів.
За віковим діапазоном населення розподілялося таким чином: 22,9 % — особи молодші 18 років, 55,9 % — особи у віці 18—64 років, 21,2 % — особи у віці 65 років та старші. Медіана віку мешканця становила 41,9 року. На 100 осіб жіночої статі у місті припадало 89,8 чоловіків;  на 100 жінок у віці від 18 років та старших — 89,1 чоловіків також старших 18 років.
Середній дохід на одне домашнє господарство  становив 51 375 доларів США (медіана — 36 200), а середній дохід на одну сім'ю — 60 239 доларів (медіана — 40 074). Медіана доходів становила 40 893 долари для чоловіків та 31 058 доларів для жінок. За межею бідності перебувало 26,3 % осіб, у тому числі 40,3 % дітей у віці до 18 років та 15,7 % осіб у віці 65 років та старших.
Цивільне працевлаштоване населення становило 983 особи. Основні галузі зайнятості: освіта, охорона здоров'я та соціальна допомога — 27,5 %, роздрібна торгівля — 19,9 %, виробництво — 15,7 %.